# Heliophila alpina
Heliophila alpina är en korsblommig växtart som beskrevs av Wessel Marais. Heliophila alpina ingår i släktet solvänner, och familjen korsblommiga växter. Inga underarter finns listade i Catalogue of Life.